# Станиш Лазаров
Станиш Миланов Лазаров е български цирков артист.

## Биография
Роден е на 15 януари 1910 г. в с. Собино (сега квартал на град Враня в Сърбия). Баща му е убит през Първата световна война и семейството се премества през 1916 г. в Плевен. Когато Станиш е на 8 години, майката Параскева (многодетна вдовица) го дава на вуйчо му – Спиро Тошев (който е акробат и танцьор) за ученик в цирка. Той работи с вуйчо си до 1921 г. в чешкия цирк „Немечек“. Семейството на Станиш Лазаров има традиции в цирково изкуство. Чичото на Станиш, Добри Ламбрино, също работи в цирк. Той е универсален цирков артист и дресьор, дебютирал основно в САЩ.
През 1921 г. в Плевен пристига най-големият тогава цирк „България“ със собственици Александър Добрич (брат на Лазар Добрич), Никола Димитров и Кольо Пощата (комик). В този цирк са били наети и акробати – румънецът Фаника Стаматис и съпругата му Виржиния. Фаника взема младия Станиш в трупата, който участва в нея до 1926 г. като оберман-першист. През този период трупата гастролира в Румъния, Югославия, Австрия и Италия. Станиш представя по същото време и самостоятелни номера – трапец, свободна тел и луфт бамбу.
През 1926 г. Станиш отново е при вуйчо си, като в този период с братовчедката си Цецка Спирова завършват в Белград 6-месечна балетна школа. Двамата участват и в много танци: руски, румънски, чардаш, идиш, цигански, хавайски, апашки, шари-вари и пр. Представят също и партерна акробатика.
През 1931 г. Станиш става член на Българската циркова организация, основана през 1931 г. в София. Работи непрекъснато със съпругата си Иванка, дъщерята Еленка и младия му ученик Гаврил в цирковете „България“, „Независима България“ на Асен Първанов и Георги Петев, „Арена“ на Ненчо Цанков, „Трио“ на Трендафил Тотев, „Тореадоре“ на Георги Самсиев, „Олимпия“ на Юли Селев, „Континентал“ на Манол Чалъков.
През 1934 г. основава собствен цирк „Глория“. По-късно е вече съосновател на подновения цирк „Континентал“ заедно с Манол Чалъков и Йордан Харизанов.
До 1950 г. под ръководството на Станиш се изявяват следните по-талантливи негови ученици: Гаврил Петров – акробат, Софка Харизанова – цангибис, Бистра Кънчева – каучук, Атанас Аризанов – акробат, оберман и луфт-бамбу, Еленка Лазарова – баланс върху бутилка и свободна тел, Иванка Андонова – цангибис, баланс върху бутилка и танци.
През 1944 г. Станиш Лазаров е мобилизиран и участва в първата фаза на Отечествената война (1944 – 45 г.) Там той се разболява от белодробна туберкулоза. До края на цирковата си кариера продължава да изпълнява изключително трудните свои номера и същевременно води неравна битка с коварната болест. В 1950 г. се оттегля от активна циркова дейност по здравословни причини.
Почива на 9 април 1972 г. в Плевен.

## Номера
Едни от най-ефектните номера, в които Станиш участва лично или поставя на сцената са:
- Перш: С невиждан успех се ползва номерът му „перш“, където той е унтерман, като в последния трикс поставя долния край на перша в специален колан на гърдите си и с една ръка завърта бързо перша в конусообразно движение. При това оберманът – Атанас Аризанов, държейки се с една ръка за горния край на перша се върти до хоризонтално положение. Старите циркови артисти твърдят, че този трикс не е изпълняван и до днес.
- Баланс върху бутилка: Пръв през 1933 г. с този номер се представя Станиш Лазаров. Отличен мимик и актьор, той води изпълнението до съвършенство. Номерът се състои от две части. Първата част Станиш изпълява неподражаемо, когато неговият подпийнал герой се мъчи да се качи на реквизита, разположен върху двуметров постамент. Играта му е съпроводена с най-различни комични каскади. Покачен най-после върху дъска, поставена на бутилката, Станиш се държи така, че зрителите се смеят до сълзи. В края на тази част той започва да съблича комичните си дрехи (12 броя елечета) и остава с красив артистичен костюм. Удивително разнообразни са приспособленията, с които си служи Станиш Лазаров през втората част на номера. Поведението му е органично до невероятност. Най-ефектен е триксът с поставянето на 4 чаши върху първата дъска, върху които следва втора дъска, после пак ред чаши и така до получаване на 4 етажа. Последния месец преди злополучното си пенсиониране вместо чаши Станиш полага на два етажа тесни и високи шишета от газови лампи. За този номер той е номиниран за Димитровска награда, но оттеглянето му в пенсия поради болест го лишава от това отличие. Този приз по-късно получава талантливият млад артист Бойчанов, който копира втората част от номера на Станиш.
- Гълъбът на мира: Този номер, поставен от Станиш, е уникален и не е изпълняван никъде преди това, а и до днес, дори в световните циркове. В него участват като унтермани съпругата му Иванка и дъщерята Еленка, както и младият оберман Атанас Аризанов. На постаменти с височина 2 м и отдалечени на 3,5 м. един от друг унтерманите балансират върху бутилки. Те поемат върху раменете си дълъг лост, в средата на който върху малък постамент балансира върху бутилка Атанас. След това Атанас поставя върху постамента 2,5-метрова стълба. Той се покатерва по нея и горе прави стойка на ръце. От последното положение бавно огъва тялото си и с крака хваща шапката си – цилиндър, от който излита жив гълъб. Този номер винаги поразява публиката и завършва с бурни аплодисменти.

Тридесетгодишната циркова дейност на Станиш Миланов Лазаров и неговите талантливи ученици оставя трайна следа в историята на българското цирково изкуство.